# Brittany MacLean
Brittany Christine MacLean (ur. 3 marca 1994 w Etobicoke) – kanadyjska pływaczka, specjalizująca się w stylu dowolnym, medalistka igrzysk olimpijskich i Igrzysk Wspólnoty Narodów.

## Kariera pływacka
W 2012 roku na igrzyskach olimpijskich w Londynie ustanowiła w eliminacjach rekord Kanady (4:05,06) na dystansie 400 m stylem dowolnym, a w finale z czasem 4:06,24 zajęła w tej konkurencji siódme miejsce. Płynęła też w sztafecie 4 x 200 m stylem dowolnym, która zajęła czwarte miejsce.
Rok później, podczas uniwersjady w Kazaniu zdobyła dwa brązowe medale w sztafetach kraulowych 4 x 100 i 4 x 200 m. 
Na mistrzostwach świata w Barcelonie płynęła w kanadyjskiej sztafecie 4 x 200 m stylem dowolnym, która w finale uplasowała się na szóstym miejscu.
Z Igrzysk Wspólnoty Narodów wróciła z dwoma medalami. Srebro wywalczyła w sztafecie 4 x 200 m stylem dowolnym. Zdobyła także brązowy medal na dystansie 800 m stylem dowolnym, uzyskując czas 8:20,91.
W trakcie igrzysk panamerykańskich w Toronto w 2015 roku zdobyła w sztafecie kraulowej 4 x 200 m brązowy medal
Podczas igrzysk olimpijskich w Rio de Janeiro wraz z Katerine Savard, Taylor Ruck i Penny Oleksiak wywalczyła brązowy medal w sztafecie 4 x 200 m stylem dowolnym. Z czasem 4:04,69 zajęła w finale piąte miejsce na dystansie 400 m stylem dowolnym, a w eliminacjach pobiła rekord swojego kraju (4:03,43). W konkurencjach 200 i 800 m kraulem nie udało jej się zakwalifikować do finału. W obu uplasowała się na dziesiątym miejscu.